# Эрдем, Наджи
Наджи Эрдем (тур. Naci Erdem; 28 января 1931, Стамбул — 28 марта 2022) — турецкий футболист, игравший на позиции защитника.

## Клубная карьера
Наджи Эрдем начинал играть в футбол в клубе «Фатих Карагюмрюк», где он стал идолом. В течение 1980—1981 годов также был президентом спортивного клуба «Фатих Карагюмрюк».
С 1953 по 1963 год Эрдем выступал за «Фенербахче». Провёл за него 605 матчей и забил 168 голов. С ним Эрдем четыре раза становился чемпионом Турции. В 1963 году защитник перешёл в «Бейоглуспор», а в 1964 году — в «Галатасарай». Заканчивал свою карьеру футболиста Наджи Эрдем в клубе «Эдирнеспор».

## Карьера в сборной
Наджи Эрдем был включён в состав сборной Турции на чемпионат мира 1954 года в Швейцарии. 23 июня 1954 года он дебютировал за национальную команду в матче с ФРГ. Эта игра осталась для него единственной в рамках мирового первенства. Всего же за сборную (с 1954 по 1965 год) Эрдем провёл 34 матча.